# Mithraeum de Schwarzerden
Le mithraeum de Schwarzerden (connu aussi sous le nom de Mithräum von Reichweiler) est un vestige du mithraeum  de Schwarzerden dans le land de Rhénanie-Palatinat en Allemagne,.

## Historique
Le mithraeum a été construit au IIIe siècle apr. J.-C. au nord de l'ancienne colonie romaine se trouvant dans l'actuel quartier de Reichweiler. Seule la formation rocheuse sur laquelle reposait le sanctuaire est encore visible.

## Description
Seule du lieu de culte de Mithra subsiste la paroi rocheuse de grès rouge où se trouve la gravure rupestre de la tauroctonie. La profondeur du sanctuaire, en forme de grotte, est inconnue. Les murs latéraux actuels mesurent environ 3 m de hauteur et des trous en hauteur peuvent avoir servi pour la fabrication d'un toit. La largeur du sanctuaire est de 5,5 m et possède deux bancs.

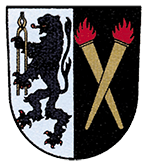
Armoiries de Schwarzerden avec les deux torches croisées.

Le bas-relief est très endommagé, mais on reconnait la mise à mort du taureau par Mithra flanqué des deux porteurs de torches Cautès et Cautopatès. Cautès avec la torche pointée vers le haut et Cautopatès avec la torche pointée vers le bas (symbolisant le lever et le coucher du soleil). 
Des torches croisées se trouvent également dans les armoiries de Schwarzerden.
Le monument de Mithra est un monument historique (Kulturdenkmal) inscrit au Répertoire des monuments culturels de l'arrondissement de Kusel.